# 31. Infanterie-Brigade (Deutsches Kaiserreich)
Die 31. Infanterie-Brigade war ein Großverband der Preußischen Armee.

## Geschichte
Am 5. November 1816 wurde in Koblenz die 16. Infanterie-Brigade als Truppenbrigade aufgestellt und erhielt am 5. September 1818 die Bezeichnung Infanterie-Brigade der 15. Division, die am 14. Dezember 1818 in 16. Division umbenannt und somit Infanterie-Brigade der 16. Division wurde. Im Jahr darauf erhielt sie die Bezeichnung 16. Infanterie-Brigade.
Am 29. April 1852 folgte mit der Umbenennung in 31. Infanterie-Brigade ein weiterer Namenswechsel, denn die 16. Infanterie-Brigade wurde neu errichtet.
Am 16. Oktober 1917 erhielt sie ihre endgültige Bezeichnung 238. Infanterie-Brigade.
Sie war 1816 bis zum 10. Oktober 1916 Teil der 16. Infanterie-Division in Trier, die zum VIII. Armee-Korps in Koblenz gehörte.
Im Anschluss war die Brigade bis zum 16. Januar 1917 Teil der 47. Landwehr-Division und wurde danach am 16. Oktober 1917 bis zu ihrer Auflösung im Jahr 1919 mit der Bezeichnung 238. Infanterie-Brigade in die 238. Infanterie-Division eingegliedert.

### Deutsch-Dänischer Krieg
Im Deutsch-Dänischen Krieg 1864 wurde die Brigade nicht eingesetzt. Sie hatte die Sicherung der Grenze zu Frankreich zur Aufgabe.

### Deutscher Krieg 1866
Im Krieg Preußen gegen Österreich war die Brigade unter dem Kommando von Generalmajor im Verband des VIII. (Rheinischen) Armee-Korps (15. und 16. Division) eingesetzt und nahm an den
Gefechten bei Hühnerwasser und der Schlacht bei Münchengrätz teil. Am 3. Juli wurde die österreichische Armee bei Königgrätz entscheidend geschlagen.

### Deutsch-Französischer Krieg 1870/1871
Im Deutsch-Französischen Krieg war die Brigade an der Schlacht von Mars-la-Tour, der Schlacht bei Gravelotte sowie an der Belagerung von Metz beteiligt. Nach der Kapitulation folgten Kämpfe nördlich von Paris in der Schlacht an der Hallue, die Belagerung der Festung von Péronne sowie die Schlacht bei Amiens (1870) und letztlich die Schlacht bei Saint-Quentin.

### Erster Weltkrieg
Mit der Mobilmachung am 2. August 1914 musste die Brigade das Brigade-Ersatz-Bataillon 31 aufstellen.
Vom 13. November 1914 bis zum 10. April 1915 bildete sie gemeinsam mit der 29. Brigade und drei Batterien der Bayerischen Ersatz-Division die Division Fuchs, die Teil der Armeeabteilung B des VIII. Armee-Korps war und unter dem Kommando des Generalleutnants Georg Fuchs stand.
Zu weiteren Kampfhandlungen, Gefechten und Schlachten siehe Gefechtskalender der 15. Division.

### Standorte
- 1816 bis 1818 Koblenz
- 1818 bis 1857 Trier
- 1857 bis 1860 Mainz
- 1860 bis 1918 Trier

## Gliederung
1820 bis 1849
- 29. Infanterie-Regiment (3. Rheinisches), ab 1823 29. Infanterie-Regiment
- 30. Infanterie-Regiment (4. Rheinisches), ab 1823 30. Infanterie-Regiment

1850 bis 1851
- 25. Infanterie-Regiment
- 29. Infanterie-Regiment

1852 bis 1853
- 29. Infanterie-Regiment
- 29. Landwehr-Regiment
- 34. Infanterie-Regiment (2. Reserve-Regiment)[3]

1854 bis 1859
- 29. Infanterie-Regiment, ab 1860 3. Rheinisches Infanterie-Regiment Nr. 29
- 29. Landwehr-Regiment, ab 1860 3. Rheinisches Landwehr-Regiment Nr. 29
- 38. Infanterie-Regiment (6. Reserve-Regiment)

1860 bis 1861
- 3. Rheinisches Infanterie-Regiment Nr. 29
- 7. Rheinisches Infanterie-Regiment Nr. 69
- Hohenzollernsches Füsilier-Regiment Nr. 40
- 3. Rheinisches Landwehr-Regiment Nr. 29

1862 bis 1866
- 3. Rheinisches Infanterie-Regiment Nr. 29
- Niederrheinisches Füsilier-Regiment Nr. 39
- Hohenzollernsches Füsilier-Regiment Nr. 40
- 3. Rheinisches Landwehr-Regiment Nr. 29

1867
- 3. Rheinisches Infanterie-Regiment Nr. 29
- 7. Rheinisches Infanterie-Regiment Nr. 69
- Infanterie-Regiment Nr. 88
- 3. Rheinisches Landwehr-Regiment Nr. 29

1868 bis 1881
- 3. Rheinisches Infanterie-Regiment Nr. 29
- 7. Rheinisches Infanterie-Regiment Nr. 69
- 3. Rheinisches Landwehr-Regiment Nr. 29

1881 bis 1884
- 3. Rheinisches Infanterie-Regiment Nr. 29
- 7. Rheinisches Infanterie-Regiment Nr. 69
- Infanterie-Regiment Nr. 130 (neu aufgestellt)
- 3. Rheinisches Landwehr-Regiment Nr. 29
- 7. Rheinisches Landwehr-Regiment Nr. 69

1884 bis 1889
- 3. Rheinisches Infanterie-Regiment Nr. 29
- 7. Rheinisches Infanterie-Regiment Nr. 69
- 3. Rheinisches Landwehr-Regiment Nr. 29
- 7. Rheinisches Landwehr-Regiment Nr. 69

1889 bis 1914
- Infanterie-Regiment von Horn (3. Rheinisches) Nr. 29
- 7. Rheinisches Infanterie-Regiment Nr. 69

Kriegsgliederung 2./17. August 1914
- Infanterie-Regiment von Horn (3. Rheinisches) Nr. 29
- 7. Rheinisches Infanterie-Regiment Nr. 69

Kriegsgliederung ab 17. Januar 1917 (238. Infanterie-Brigade)
- Infanterie-Regiment Nr. 463
- Infanterie-Regiment Nr. 464
- Infanterie-Regiment Nr. 465
- Maschinengewehr-Scharfschützen-Abteilung Nr. 79
- 2. Eskadron Maschinengewehr-Scharfschützen-Abteilung Nr. 79

## Kommandeure
| Dienstgrad              | Name                                   | Datum                                     |
| ----------------------- | -------------------------------------- | ----------------------------------------- |
| 16. Infanterie-Brigade  |                                        |                                           |
| Generalmajor            | Anton Friedrich Karl von Ryssel        | 25. Oktober 1816 bis 10. Oktober 1817     |
| Generalmajor            | Johann Ludwig Christoph von Creilsheim | 11. Oktober 1817 bis 19. Februar 1820     |
| Generalmajor            | Eduard von Reckow                      | 20. Februar 1820 bis 9. März 1827         |
| Oberst/Generalmajor     | Franz Friedrich von Kinski und Tettau  | 10. März 1827 bis 29. März 1833           |
| Generalmajor            | Heinrich von Hüser                     | 30. März 1833 bis 17. August 1837         |
| Generalmajor            | Karl von François                      | 18. August 1837 bis 21. März 1845         |
| Generalmajor            | Johann Georg Philipp von Wussow        | 22. März 1845 bis 8. März 1848            |
| Generalmajor            | Eduard von Bonin                       | 09. März 1848 bis 10. April 1848          |
| Generalmajor            | Georg Brunsig von Brun                 | 11. April 1848 bis 14. September 1849     |
| Generalmajor            | Friedrich Wilhelm von La Chevallerie   | 15. September 1849 bis 3. Mai 1850        |
| Generalmajor            | Eberhard Herwarth von Bittenfeld       | 04. Mai 1850 bis 3. Mai 1852              |
| 31. Infanterie-Brigade  |                                        |                                           |
| Generalmajor            | Eberhard Herwarth von Bittenfeld       | 04. Mai 1852 bis 4. August 1856           |
| Generalmajor            | Albert von Blumenthal                  | 05. August 1856 bis 21. März 1859         |
| Generalmajor            | Wilhelm Hiller von Gaertringen         | 22. März 1859 bis 13. Juni 1859           |
| Generalmajor            | Karl Marschall von Sulicki             | 14. Juni 1859 bis 2. September 1861       |
| Generalmajor            | Friedrich von Clausewitz               | 03. September 1861 bis 13. Januar 1862    |
| Generalmajor            | Otto von Gansauge                      | 14. Januar 1862 bis 21. September 1863    |
| Generalmajor            | Alexander von Schroeder                | 22. September 1863 bis 14. Juli 1866      |
| Generalmajor            | Friedrich von Gerstein-Hohenstein      | 15. Juli 1866 bis 21. März 1868           |
| Generalmajor            | Bruno Neidhardt von Gneisenau          | 22. März 1868 bis 17. Februar 1873        |
| Generalmajor            | Robert von Mettler                     | 18. Februar 1873 bis 14. September 1876   |
| Generalmajor            | Günther von Oetinger                   | 15. September 1876 bis 9. Oktober 1881    |
| Generalmajor            | Wilhelm von Wülcknitz                  | 10. Oktober 1881 bis 2. August 1883       |
| Generalmajor            | Franz Krüger                           | 03. August 1883 bis 11. Januar 1886       |
| Generalmajor            | Heinrich Schmidt von Knobelsdorf       | 12. Januar 1886 bis 12. März 1888         |
| Generalmajor            | Rudolf von Tiedemann                   | 13. März 1888 bis 30. September 1888      |
| Generalmajor            | Oskar von Tippelskirch                 | 01. Oktober 1888 bis 14. Juli 1890        |
| Generalmajor            | Peter Paul von Stwolinski              | 15. Juli 1890 bis 21. August 1891         |
| Generalmajor            | Edwin von Stuckrad                     | 22. August 1891 bis 19. November 1892 (†) |
| Generalmajor            | Leo von Schleinitz                     | 26. November 1892 bis 15. Juni 1894       |
| Generalmajor            | Louis Stoetzer                         | 16. Juni 1894 bis 31. März 1898           |
| Generalmajor            | Friedrich von Liechtenstern            | 01. April 1898 bis 17. Mai 1901           |
| Generalmajor            | Otto von Emmich                        | 18. Mai 1901 bis 21. April 1905           |
| Generalmajor            | Otto Riemann                           | 22. April 1905 bis 21. März 1908          |
| Generalmajor            | Hermann von Rampacher                  | 22. März 1908 bis 20. April 1911          |
| Generalmajor            | Max von Hopffgarten gen. Heidler       | 21. April 1911 bis 27. Februar 1913       |
| Generalmajor            | Richard Wellmann                       | 28. Februar 1913 bis 14. Oktober 1914     |
| Generalmajor            | Lothar von Wurmb                       | 15. Oktober 1914 bis 18. Oktober 1914     |
| Generalmajor            | Heinrich XXX. Prinz Reuß               | 19. Oktober 1914 bis 28. Februar 1915     |
| Generalmajor            | Hermann von Bassewitz                  | 01. März 1915 bis 4. Januar 1917          |
| Generalmajor            | Döring von Gottberg                    | 05. Januar 1917 bis 16. Januar 1917       |
| 238. Infanterie-Brigade |                                        |                                           |
| Generalmajor            | Döring von Gottberg                    | 16. Januar 1917 bis 9. September 1918     |
| Oberst                  | Max Breyding                           | 10. September 1918 bis 13. Januar 1919    |
| Generalmajor            | Lothar von Wurmb                       | 14. Januar 1919 bis 14. April 1919        |